# 이리자리-TR-3b

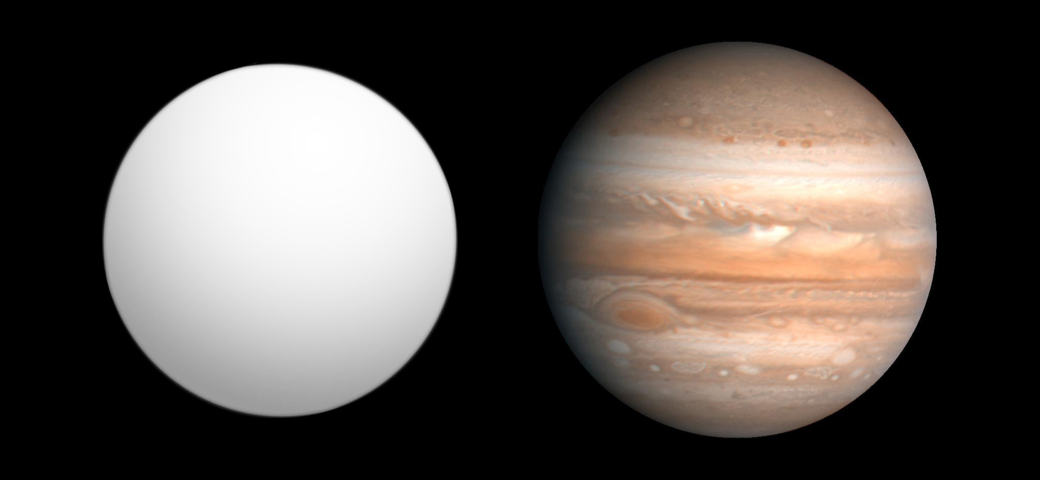

이리자리-TR-3b는 이리자리 방향으로 지구로부터 8,950 광년 떨어진 곳에 있는 항성 이리자리-TR-3 주위를 도는, 외계 행성이다. 2007년 하버드-스미소니언 천체물리학 센터 천문학자들이 트랜싯법을 이용하여 발견했다. 어머니 항성 이리자리-TR-3는 겉보기 등급 17.4의, 오렌지색 왜성이다. 질량은 목성의 5분의 4 수준이며 반지름은 10분의 9, 밀도는 목성과 거의 비슷한 1.4 g/cm³이다. 항성으로부터의 거리는 0.0464 천문단위로 뜨거운 목성으로 정의내릴 수 있다. 현재 트랜싯법을 이용하여 지상에서 관측한 외계 행성들 중 어머니 항성이 가장 어두운 천체이다.